# Парламентские выборы в Того (2002)
Парламентские выборы в Того проходили 27 октября 2002 года. Как и предыдущие парламентские выборы 1999 года эти выборы бойкотировались девятью основными оппозиционными партиями (известными как Коалиция демократических сил) после замены Независимой национальной избирательной комиссии на комитет из семи судей и пересмотр Избирательного кодекса. Результатом стала победа правящего Объединения тоголезского народа, который получил 72 из 81 места Национального собрания. Явка избирателей составила 67 %.

## Результаты
| Выбор                                                                                  | Голоса    | %    | Места | +/-   |
| -------------------------------------------------------------------------------------- | --------- | ---- | ----- | ----- |
| Объединение тоголезского народа                                                        |           |      | 72    | -7    |
| Объединение в поддержку демократии и развития                                          |           |      | 3     | новая |
| Ювенто                                                                                 |           |      | 2     | новая |
| Союз за демократию и социальный прогресс                                               |           |      | 2     | новая |
| Движение верующих за равенство и мир                                                   |           |      | 1     | новая |
| Независимые                                                                            |           |      | 1     | -1    |
| Всего                                                                                  | 1,915,875 | 100  | 81    | 0     |
| Зарегистрированных избирателей/Явка                                                    | 2,841,079 | 67.4 | -     | -     |
| Источник: African Elections Database Архивная копия от 6 марта 2013 на Wayback Machine |           |      |       |       |